# Bhola
Bhola (beng. ভোলা) – miasto, a także dystrykt w południowo-zachodnim Bangladeszu, w prowincji Barisal. Leży na największej bengalskiej wyspie Dakhin Shahbazpur. W 2011 roku liczyło 47 477 mieszkańców.